# Eparquía de Santa María del Patrocinio en Buenos Aires
La eparquía de Santa María del Patrocinio en Buenos Aires (en latín: Eparchia Sanctae Mariae a Patrocinio Bonaërensis Ucrainorum y en ucraniano: Буенос-Айреська єпархія Покрови Пресвятої Богородиці) es una circunscripción eclesiástica de la Iglesia católica en Argentina. Se trata de una eparquía greco-católica ucraniana, sufragánea de la arquidiócesis de Buenos Aires. Desde el 8 de octubre de 2016 su eparca es
Daniel Kozelinski Netto.

## Territorio y organización
La eparquía tiene 2 780 400 km² y extiende su jurisdicción sobre los fieles católicos de rito bizantino greco-católicos ucranianos residentes en Argentina. 
La sede de la eparquía se encuentra en la ciudad de Buenos Aires, en donde se halla la Catedral de Santa María del Patrocinio.
En 2020 en la eparquía existían 15 parroquias:
| Parroquia                                    | Sede                                 | Jurisdicción                                                                                      | Fecha de erección                                                                 | Capillas y comunidades |
| -------------------------------------------- | ------------------------------------ | ------------------------------------------------------------------------------------------------- | --------------------------------------------------------------------------------- | --- |
| San Pedro y San Pablo                        | Leandro N. Alem (Misiones)           | Misiones: departamentos Leandro N. Alem, San Javier, Candelaria Funcionando como Capilla          | 10 de agosto de 1966 por división de Santísima Trinidad de Apóstoles              | Iglesia San Demetrio (Arroyo del Medio), iglesia San Basilio Magno (Colonia Campinas), iglesia San Juan Bautista (Colonia Taranco), iglesia San José (Itacaruaré), iglesia Presentación del Niño Jesús al Templo (km 78), iglesia San Jorge (Picada Belgrano), iglesia Dormición de la Madre de Dios (Picada Galiciana), Cerro Azul (en formación), Cerro Corá (en formación). |
| Santísima Trinidad                           | Apóstoles (Misiones)                 | * Misiones: departamentos Apóstoles, Concepción * Corrientes: departamentos Ituzaingó, Santo Tomé | 1 de septiembre de 1947 con jurisdicción en toda Misiones. 8 de diciembre de 1961 | Capilla de la Santa Cruz de los Milagros (Apóstoles), iglesia Inmaculada Concepción (Azara), iglesia San Isidro Labrador (Apóstoles), iglesia Cristo Rey (Concepción de la Sierra), iglesia San Nicolás (Las Tunas), iglesia San Pedro y San Pablo (San José), iglesia Tres Santos (Santa María), iglesia Natividad de la Virgen María (Tres Capones), iglesia San Esteban (Colonia Unión, Corrientes), iglesia Asunción de la Virgen María (Colonia Liebig, Corrientes), iglesia San Carlos Borromeo (San Carlos, Corrientes), iglesia Nuestra Señora de Itatí (Gobernador Virasoro, Corrientes). |
| Inmaculada Concepción de la Virgen María     | Oberá (Misiones)                     | Misiones: departamentos Oberá, Cainguás                                                           | 10 de agosto de 1966 por división de Santísima Trinidad de Apóstoles              | Iglesia San José (Aristóbulo del Valle), iglesia Sagrado Corazón de Jesús (Campo Viera), iglesia Cristo Rey (Cerro Moreno), iglesia Sagrada Familia (Dos de Mayo, km 231), iglesia Nuestra Señora del Patrocinio (Los Helechos), iglesia San Pedro y San Pablo (Panambí), iglesia San Juan Bautista (Picada Guiraí, km 1251), iglesia Asunción de la Virgen María (Picada Indumar), iglesia San Nicolás (Picada Internacional), iglesia San Miguel (Pindaití), iglesia Nuestra Señora de la Merced (Picada Yapeyú).                                                                                |
| Asunción de la Madre de Dios                 | San Vicente (Misiones)               | Misiones: departamento Guaraní                                                                    | ¿1986?                                                                            | |
| San Vladimiro                                | Posadas (Misiones)                   | Misiones: departamento Capital                                                                    | 10 de agosto de 1966 por división de Santísima Trinidad de Apóstoles              | Iglesia Cristo Rey (Fachinal), iglesia Inmaculada Concepción (San Isidro), iglesia San Josafat (Parada Leis), iglesia San José (Miguel Lanús). |
| Natividad de la Madre de Dios                | Andresito (Misiones)                 | Misiones: departamento General Manuel Belgrano                                                    |                                                                                   | |
| Espíritu Santo                               | Jardín América (Misiones)            | Misiones: departamento San Ignacio                                                                |                                                                                   | |
| Asunción de la Virgen María                  | Presidencia Roque Sáenz Peña (Chaco) | * Chaco: departamento Comandante Fernández * Formosa: departamento Pirané                         |                                                                                   | Iglesia San Andrés (Pampa Alsina, Corzuela), iglesia San José (El Colorado, Formosa). |
| Nuestra Señora del Perpetuo Socorro          | Bowen (Mendoza)                      | Mendoza: departamento General Alvear                                                              | 19 de diciembre de 1971                                                           | Iglesia Sagrada Familia (San Pedro del Atuel). |
| Catedral Santa María del Patrocinio (Pokrov) | Ciudad de Buenos Aires               | Ciudad de Buenos Aires                                                                            | 1 de enero de 1962                                                                | |
| Nuestra Señora de la Asunción                | Berisso (Buenos Aires)               | Buenos Aires: partido de Berisso                                                                  | 8 de diciembre de 1961                                                            | |
| Virgen de la Ternura                         | Haedo (Buenos Aires)                 | Buenos Aires: partido de Morón                                                                    |                                                                                   | |
| Espíritu Santo                               | Llavallol (Buenos Aires)             | Buenos Aires: partido de Lomas de Zamora                                                          | 27 de diciembre de 1970                                                           | |
| San Miguel Arcángel                          | San Miguel (Buenos Aires)            | Buenos Aires: partido de San Miguel                                                               |                                                                                   | |
| Nuestra Señora del Perpetuo Socorro          | Sarandí (Buenos Aires)               | Buenos Aires: partido de Avellaneda                                                               | 8 de diciembre de 1961                                                            | |
| Santa Olga                                   | Villa Adelina (Buenos Aires)         | Buenos Aires: partido de San Isidro                                                               | 8 de diciembre de 1961                                                            | |
| San Andrés Apóstol                           | Villa Caraza (Buenos Aires)          | Buenos Aires: partido de Lanús                                                                    | 8 de diciembre de 1961                                                            | |
| Monasterio de la Transfiguración de Cristo   | Pigüé (Buenos Aires)                 | Buenos Aires: partido de Saavedra                                                                 | 17 de marzo de 2011                                                               | |

### Liturgia
La atención pastoral de esta colectividad está a cargo de sacerdotes basilianos (su casa provincial está en Oberá), eparquiales, salesianos y franciscanos; y religiosas basilianas, Siervas de María Inmaculada y Catequistas del Sagrado Corazón, todos del rito bizantino. La catedral Nuestra Señora del Patrocinio (Pokrov) está ubicada en la Ciudad de Buenos Aires.

### Orden de San Basilio Magno
Bajo jurisdicción de la eparquía se encuentra la provincia Cristo Rey de la Orden de San Basilio Magno, que es una congregación de religiosas (hermanas basilianas) que llegó a Argentina el 20 de agosto de 1939 desde Ucrania. Tres días después abrieron su primera casa en Apóstoles en Misiones. Cuentan en Argentina con nueve casas: monasterio San José (en Buenos Aires, sede de la curia provincial de la orden), monasterio Nuestra Señora del Perpetuo Socorro (en Berisso, casa de novicias), monasterio Nuestra Señora del Perpetuo Socorro (en Bowen -Mendoza-, hogar de niñas), monasterio Sagrado Corazón de Jesús (en Villa Adelina), monasterio San Basilio Magno (en Posadas), monasterio Madre Sofronia (en San Vicente, Misiones), monasterio Santa Macrina (en Leandro N. Alem, Misiones), y dos casas en Apóstoles: el monasterio Jesús Misericordioso (hogar de ancianos) y el monasterio Cristo Rey. Cuentan también con el hogar de ancianos El descanso de Jesús en San Carlos de Bariloche, el Museo Ucraniano de Apóstoles, y gestionan escuelas en Apóstoles, Posadas, Berisso, y Bowen.

## Historia
Los grupos más numerosos de ucranianos se establecieron en la localidad de Apóstoles, provincia de Misiones, a la que con el tiempo consideraron su segunda patria. Llegaron allí el 27 de agosto de 1897. Su profunda fe religiosa exigía la presencia de su clero para recibir los sacramentos y participar de las celebraciones litúrgicas.
A pesar de insistentes pedidos a los obispos eparcas ucranianos católicos de Leópolis, de Stanislaviv y otros, no lograron contar con sacerdotes propios. Llegaron algunos del clero latino, pero ellos los pedían de su rito para asistir a la misa celebrada en rito bizantino y en su idioma. 
En 1908 llegó procedente de Brasil el primer sacerdote de rito bizantino: Clemente Bzhujovski, un religioso de la Orden Basiliana de San Josafat (padres basilianos) que celebró en Posadas la primera misa bizantina ucraniana católica en Argentina el 21 de marzo de 1908. Desde entonces y hasta 1936 entre los religiosos basilianos y los sacerdotes del clero secular fueron sucediéndose en la atención espiritual de los fieles greco-católicos ucranianos, aunque en forma no muy organizada ni sostenida, mientras continuaban llegando más ucranianos a la República Argentina.
Preocupada la Santa Sede por la suerte espiritual de los fieles orientales ucranianos de Brasil y de Argentina, en 1936 el papa Pío XI nombró visitador apostólico al obispo-eparca de Filadelfia, Estados Unidos, Constantino Bohachevskyj, quien elevó un informe completo de la urgencia pastoral en la región. En esos años comenzó a crecer la presencia de sacerdotes basilianos y en 1939 llegaron las primeras religiosas basilianas. Lentamente se fueron creando nuevas parroquias en Posadas, Oberá, Alem y Berisso.
En 1961 el papa Juan XXIII designó visitador apostólico al sacerdote salesiano Andrés Sapelak, quien luego de ser consagrado obispo en Roma, llegó a Argentina en donde comenzó a organizar la actividad pastoral con la erección de nuevas parroquias para una mejor asistencia espiritual a los fieles diseminados a lo largo del país. 
El exarcado apostólico para los fieles de rito bizantino ucraniano en Argentina (exarchatum apostolicum pro fidelibus ritus byzantini Ucrainorum in Argentina) fue erigido el 9 de febrero de 1968 por el papa Pablo VI para todo el territorio de la República Argentina, mediante la bula Ucrainorum fidelium. La bula designó exarca apostólico a Sapelak, obispo titular de Sebastopolitanum in Thracia. El exarcado fue puesto como sufragáneo de la arquidiócesis de Buenos Aires. Ante el florecimiento de la comunidad ucraniana y con el apoyo de la Conferencia Episcopal Argentina, Pablo VI elevó el exarcado a la categoría de eparquía mediante la bula Cum praete rito de 24 de abril de 1978, manteniendo a Sapelak como eparca.

Exarchatum apostolicum quem diximus ad eparchiae gradum et dignitatem evehimus, cui erit nomen Sanctae Mariae a Patrocinio Bonaërensis Ucrainorum. Eam praeterea suffraganeam facimus metropolitanae Sedi Bonaerensi, donec provincia ecclesiastica Ucrainis fidelibus propria erigatur. Eparchiae sedes in urbe Bonaèropoli erit, in qua sacer Praesul domicilium suum habebit et templum cathedrale.

En octubre de 1990 el papa Juan Pablo II designó obispo auxiliar de la eparquía al sacerdote de la Congregación de Don Orione, Miguel Mykycej, quien el 25 de julio de 1999, tras la renuncia por edad avanzada de Sapelak, asumió como nuevo eparca. También él renunció por edad avanzada el 10 de abril de 2010. Ese mismo día el papa Benedicto XVI nombró administrador apostólico a Sviatoslav Shevchuk, quién asumió su ministerio pastoral el 30 de mayo de 2010.

## Estadísticas
Según el Anuario Pontificio 2021 la eparquía tenía a fines de 2020 un total de 121 400 fieles bautizados.
| Año                                                                             | Población            | Población | Población      | Sacerdotes | Sacerdotes    | Sacerdotes    | Bautizados por sacerdote | Diáconos permanentes | Religiosos | Religiosos | Parroquias |
| Año                                                                             | Bautizados católicos | Total     | % de católicos | Total      | Clero secular | Clero regular | Bautizados por sacerdote | Diáconos permanentes | Varones    | Mujeres    | Parroquias |
| ------------------------------------------------------------------------------- | -------------------- | --------- | -------------- | ---------- | ------------- | ------------- | ------------------------ | -------------------- | ---------- | ---------- | ---------- |
| 1970                                                                            | 110 000              | 200 000   | 55.0           | 18         | 5             | 13            | 6111                     |                      | 18         | 84         | 10         |
| 1976                                                                            | 110 000              | ?         | ?              | 18         | 3             | 15            | 6111                     |                      | 17         | 102        | 11         |
| 1980                                                                            | 115 000              | ?         | ?              | 21         | 3             | 18            | 5476                     |                      | 19         | 103        | 12         |
| 1990                                                                            | 124 000              | ?         | ?              | 18         | 5             | 13            | 6888                     | 1                    | 13         | 89         | 13         |
| 1999                                                                            | 126 000              | ?         | ?              | 14         | 3             | 11            | 9000                     | 1                    | 18         | 74         | 13         |
| 2000                                                                            | 126 000              | ?         | ?              | 15         | 3             | 12            | 8400                     | 1                    | 18         | 85         | 17         |
| 2001                                                                            | 128 000              | ?         | ?              | 18         | 3             | 15            | 7111                     | 1                    | 19         | 84         | 19         |
| 2002                                                                            | 128 000              | ?         | ?              | 18         | 3             | 15            | 7111                     | 1                    | 17         | 89         | 19         |
| 2003                                                                            | 128 000              | ?         | ?              | 19         | 4             | 15            | 6736                     | 1                    | 17         | 84         | 19         |
| 2004                                                                            | 130 000              | ?         | ?              | 21         | 6             | 15            | 6190                     | 1                    | 18         | 89         | 24         |
| 2009                                                                            | 160 000              | ?         | ?              | 18         | 10            | 8             | 8888                     | 2                    | 9          | 88         | 20         |
| 2014                                                                            | 167 800              | ?         | ?              | 20         | 13            | 7             | 8390                     |                      | 9          | 87         | 13         |
| 2017                                                                            | 120 000              | ?         | ?              | 27         | 22            | 5             | 4444                     | 1                    | 15         | 79         | 17         |
| 2020                                                                            | 121 400              | ?         | ?              | 22         | 14            | 8             | 5518                     |                      | 9          | 47         | 14         |
| Fuente: Catholic-Hierarchy, que a su vez toma los datos del Anuario Pontificio. |                      |           |                |            |               |               |                          |                      |            |            |            |

Tiene 44 iglesias y capillas no parroquiales y publica un periódico bilingüe español-ucraniano: La Voz de la Iglesia Ucrania.
La eparquía cuenta con 120 000 fieles, ubicados 60 000 en la provincia de Buenos Aires y en Ciudad de Buenos Aires; 30 000 en la provincia de Misiones, 20 000 en el Chaco y Formosa, y 10 000 en el resto del territorio argentino (Mendoza, Corrientes, etc.).

## Episcopologio

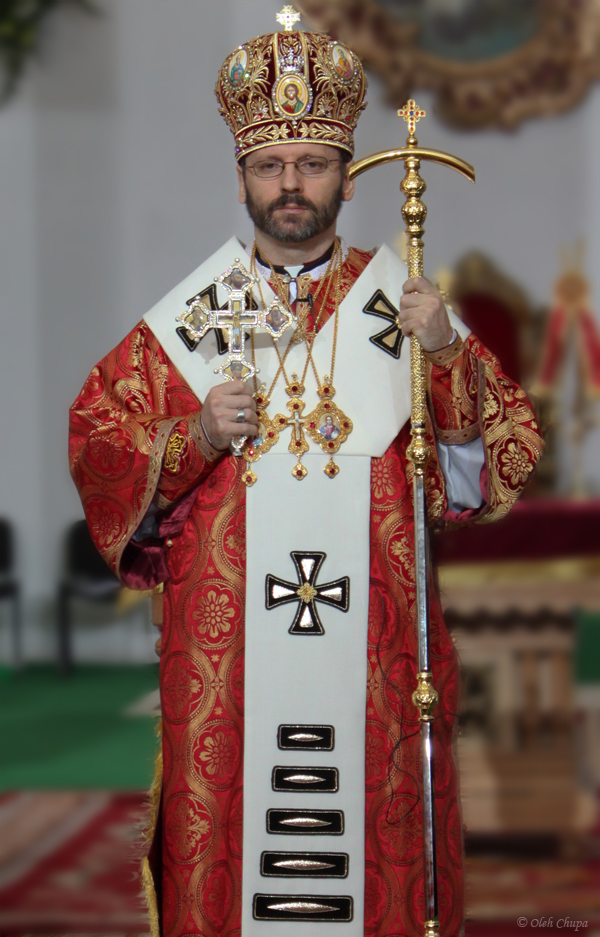
Sviatoslav Shevchuk, arzobispo mayor de la Iglesia greco-católica ucraniana. Fue administrador apostólico de la eparquía de Santa María del Patrocinio entre el 10 de marzo de 2010 y el 23 de marzo de 2011

### Exarca apostólico
- Andrés Sapelak, S.D.B. † (9 de febrero de 1968-24 de abril de 1978 nombrado eparca)

### Eparcas
- Andrés Sapelak, S.D.B. † (24 de abril de 1978-12 de diciembre de 1997 retirado)
  - Miguel Mykycej, F.D.P. † (21 de enero de 1998-24 de abril de 1999) (administrador apostólico)
- Miguel Mykycej, F.D.P. † (24 de abril de 1999-10 de abril de 2010 retirado)
  - Sede vacante (2010-2016)[nota 1]
- Daniel Kozelinski Netto, desde el 8 de octubre de 2016